# Cibatu (Cibatu, Garut)
Cibatu is een bestuurslaag in het regentschap Garut van de provincie West-Java, Indonesië. Cibatu telt 6520 inwoners (volkstelling 2010).